# هيموغلوبين A2
هيموغلوبين A2، ورمزه HbA2، هوَ تفاوت طبيعي من هيموغلوبين A حيثُ يتكون من سلسلتين ألفا وسلسلتين دلتا (α2δ2)، ويُوجد هذا الهيموغلوبين بمستوياتٍ مُنخفضة في دم الإنسان الطبيعي. قد يزداد هيموغلوبين A2 في ثلاسيميا بيتا أو في الأشخاص متغايري الزيجوت لجين بيتا ثلاسيميا.
يوجد هيموغلوبين A2 بكمياتٍ صَغيرة في جميع البشر البالغين (1.5 - 3.1% من جميع جزيئات الهيموغلوبين)، وهو طبيعي تقريبًا في الأشخاص المُصابين بفقر الدم المنجلي. الأهمية الحيوية لهيموغلوبين A2 غير معروفة حتى الآن.

## روابط خارجية
- Hemoglobin+A2 في المكتبة الوطنية الأمريكية للطب نظام فهرسة المواضيع الطبية (MeSH).